# Saint-Mard (Seine-et-Marne)
Saint-Mard is een gemeente in het Franse departement Seine-et-Marne (regio Île-de-France) en telt 3610 inwoners (2005). De plaats maakt deel uit van het arrondissement Meaux.

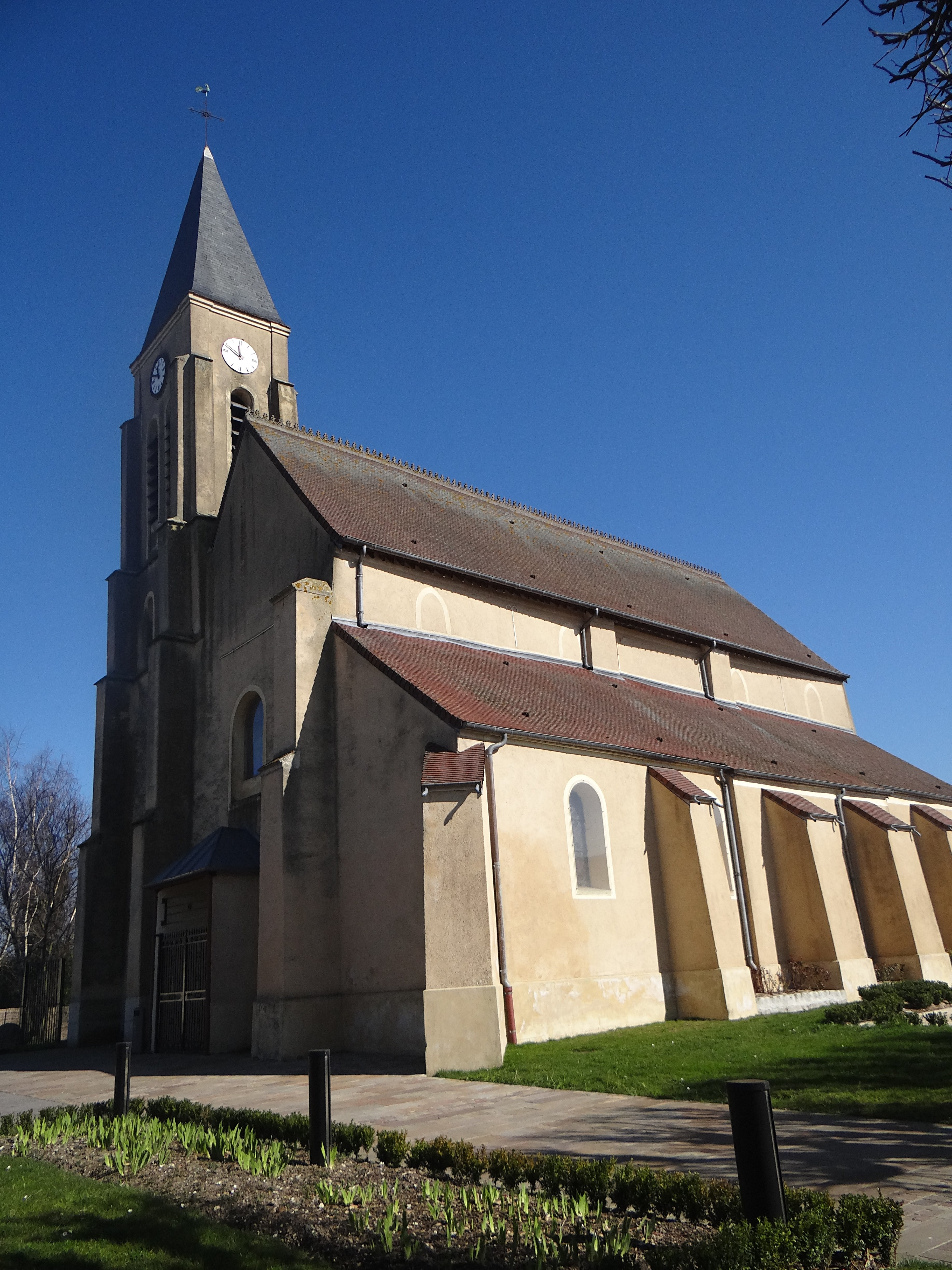
Kerk van Saint-Mard
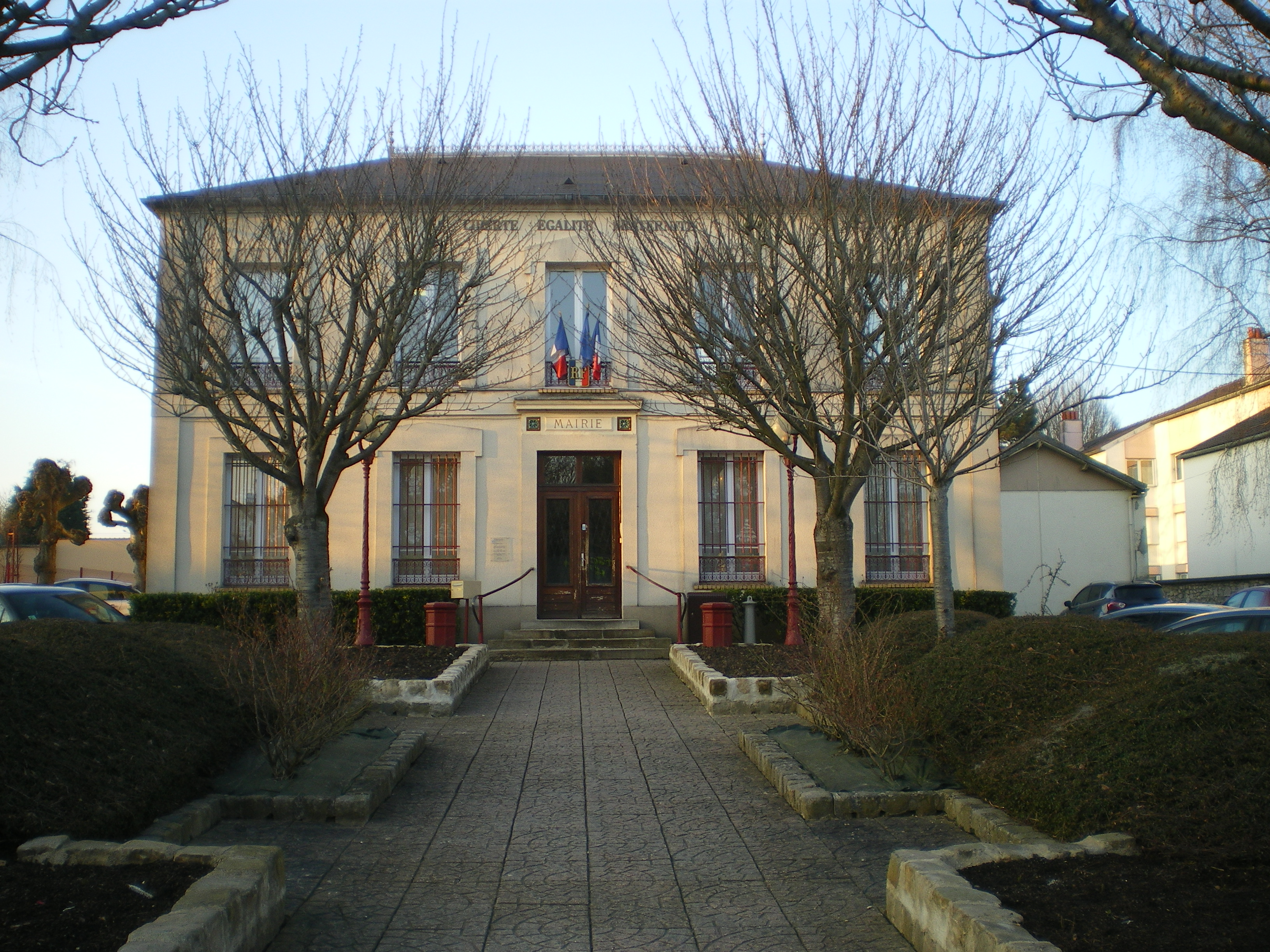
Gemeentehuis
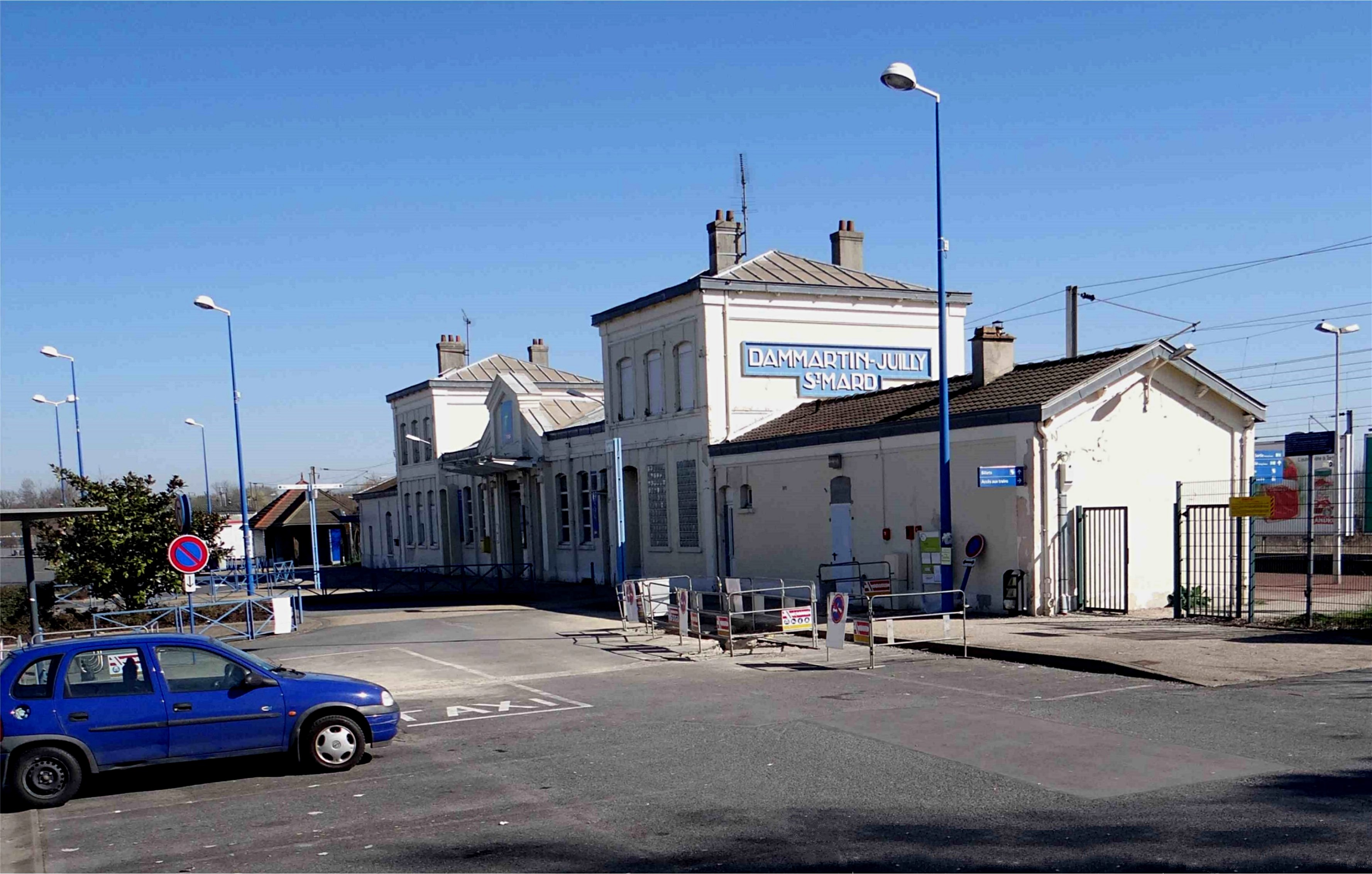
Station van Saint-Mard

## Geografie
De oppervlakte van Saint-Mard bedraagt 6,3 km², de bevolkingsdichtheid is 573,0 inwoners per km². De plaats ligt aan de N2. Het Station Dammartin-Juilly-Saint-Mard ligt aan de Transilien K.
De onderstaande kaart toont de ligging van Saint-Mard (Seine-et-Marne) met de belangrijkste infrastructuur en aangrenzende gemeenten.

## Demografie
Onderstaande figuur toont het verloop van het inwonertal (bron: INSEE-tellingen).